# Medovka
Medovka (en rus: Медовка) és un poble de l'óblast de Lípetsk, a Rússia, que el 2011 tenia 343 habitants. Pertany al districte rural d'Úsman.